# BBBondgenoot
Een BBBondgenoot (ook wel BBB Bondgenoot of BoerBurgerBondgenoot) is een lokale politieke partij die gelieerd is aan de BoerBurgerBeweging (BBB), een Nederlandse nationale partij die zich met name richt op het platteland. BBBondgenoten moeten het nationale verkiezingsprogramma van BBB onderschrijven. Daarnaast moeten alle gemeenteraadsleden van zo'n lokale partij ook lid worden van BBB. De lokale partij kan op haar beurt gebruik maken van de faciliteiten en opleidingen die BBB biedt.
In 2021 werd BBB verkozen in de Tweede Kamer, waarna de partij steeg in populariteit. Om organisatorische redenen koos de partij er daarom toen niet voor om met eigen kandidaten mee te doen aan de gemeenteraadsverkiezingen van maart 2022, maar om samen te werken met lokale partijen. Een groot deel van deze partijen wonnen zetels bij deze verkiezingen. Daarna is in een aantal gevallen de samenwerking later stopgezet of zijn er nieuwe samenwerkingsverbanden ontstaan.

## Lijst van BBBondgenoten
| Gemeente           | Partij                                      | Van           | Tot            |
| ------------------ | ------------------------------------------- | ------------- | -------------- |
| Aalten             | Henk Meerdink Volksvertegenwoordiging (HMV) | november 2021 | heden          |
| Amstelveen         | Actief voor Amstelveen (AVA)                | februari 2022 | heden          |
| Berkelland         | Ondernemend Berkelland (OBL)                | december 2021 | juni 2022      |
| Berkelland         | BBB Berkelland                              | juli 2022     | augustus 2022  |
| De Friese Meren    | Kleurrijk Fryske Marren (KFM)               | december 2021 | februari 2025  |
| Den Helder         | Recht door Zee                              | december 2023 | heden          |
| Deventer           | DeventerNU                                  | februari 2022 | januari 2025   |
| Goeree-Overflakkee | Groep Jan Zwerus                            | januari 2022  | onbekend       |
| Goeree-Overflakkee | Trots op Goeree-Overflakkee (TOG)           | december 2023 | heden          |
| Haarlem            | TROTS Haarlem                               | februari 2022 | heden          |
| Het Hogeland       | Hogeland Lokaal Centraal                    | februari 2022 | heden          |
| Heusden            | Heusden Verbindt                            | november 2021 | heden          |
| Lochem             | Meedenken met Lochem (MmL)                  | januari 2022  | heden          |
| Midden-Drenthe     | Gemeentebelangen Midden-Drenthe             | december 2021 | heden          |
| Midden-Groningen   | Leefbaar Midden-Groningen (LMG)             | januari 2022  | september 2022 |
| Midden-Groningen   | Boer & Burger Partij Midden-Groningen (BBP) | november 2023 | heden          |
| Moerdijk           | Burger Belangen Moerdijk (BBM)              | november 2021 | heden          |
| Oude IJsselstreek  | DorpEnPlattelandBeweging (DePB)             | januari 2022  | heden          |
| Rhenen             | TROTS Rhenen                                | februari 2022 | onbekend       |
| Someren            | LSH                                         | november 2021 | heden          |
| Súdwest-Fryslân    | Volkspartij in Nederlands Belang (VNLB)     | maart 2022    | maart 2024     |
| Voorne aan Zee     | Vrij Voorne                                 | maart 2022    | april 2025     |
| West Betuwe        | Leefbaar Lokaal Belang West Betuwe (LLB)    | februari 2022 | heden          |
| Westerkwartier     | VZ Westerkwartier                           | februari 2022 | heden          |
| Wijk bij Duurstede | Duurstede voor Democratie (DvD)             | december 2021 | december 2022  |